# Rákos vasútállomás
Rákos vasútállomás egy vasútállomás és rendező pályaudvar, amit a Magyar Államvasutak Zrt. (MÁV) üzemeltet Budapest X. kerületében.

## Története

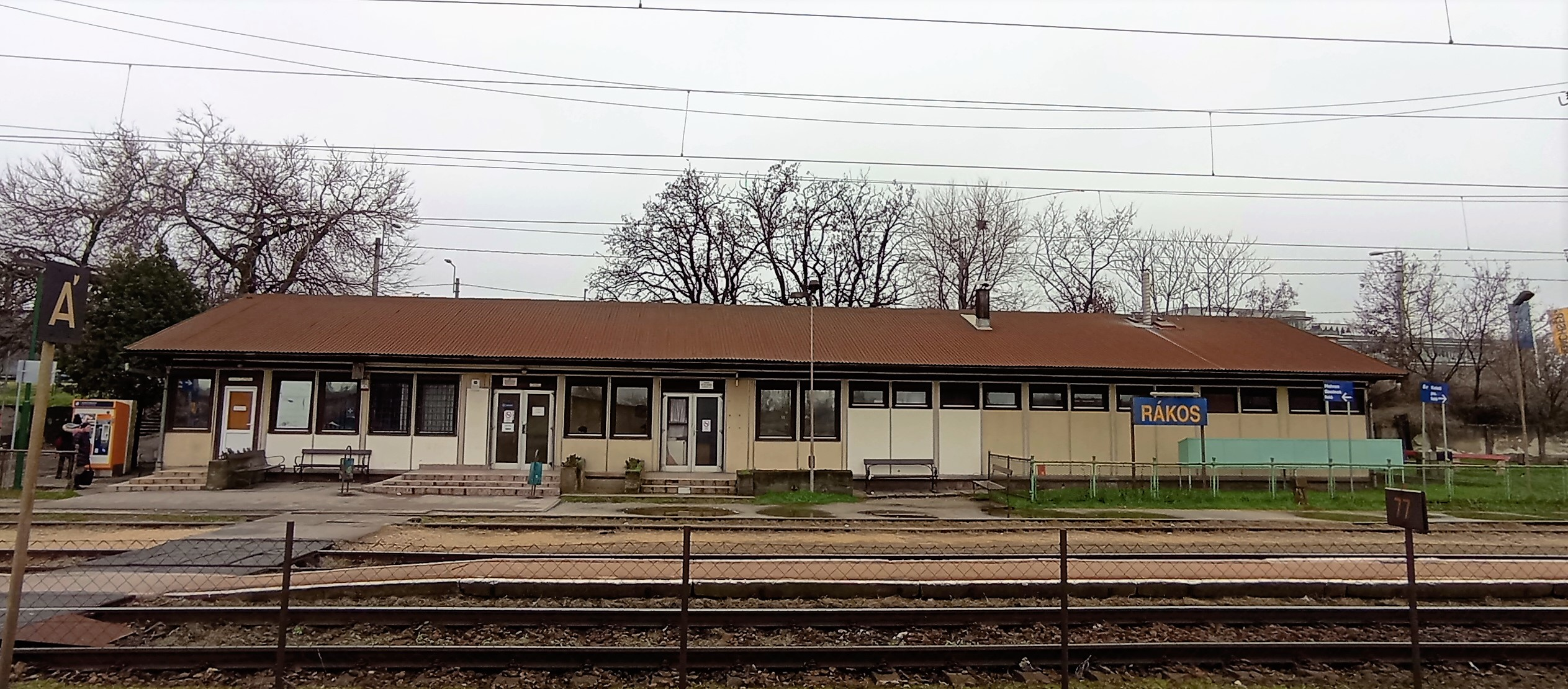
Az állomás épülete

1867-ben adták át a Budapest–Hatvan-vasútvonalat, aminek a mentén létesült Rákos állomás is. Hamar fontos csomóponttá vált, mivel Szolnok felé a második vasútvonalat (a belváros felől nézve) Rákos után ágaztatták le (ez a Budapest–Újszász–Szolnok-vasútvonal). 1892-ben épült meg a Körvasút pesti oldala, ami szintén közvetlenül Rákos állomás mellett (annak belváros felőli végén) csatlakozik a hatvani/szolnoki vonalhoz.
Környezete mind a mai napig szinte kizárólag ipari jellegű, lakóházak gyakorlatilag nincsenek a közelében, ennek következtében számos iparvágány csatlakozik hozzá.
A Mátyásföldi repülőtér felé létesült leágazás egykor az Ikarus, manapság a NABI budapesti üzemét, valamint az ugyanott található honvédségi létesítményt szolgálja ki, mint iparvágány. Szintén Rákos állomásra lett bekötve az Egis Gyógyszergyár Zrt. által felvásárolt egykori Egyesült Gyógyszer és Tápszergyár kőbányai központi telephelyéről és több, a közelben a vasút mentén található fémhulladék-feldolgozóból is egy-egy iparvágány. Ezeken máig is előfordul teherforgalom.
Szintén létezik iparvágány, igaz használaton kívül, a Danone által felvásárolt Tejipari Vállalat 2015-ben megszüntetett üzeméből, valamint a szintén már csak egykori kőbányai téglagyárból több más, jóval régebben megszűnt környékbeli üzemi leágazással (pl. MÁV Olajosztó) együtt. Többségük igen leromlott állapotban, de még létezik, míg például az egykori Tejipari Vállalat iparvágányát az 1990-es években bontották el, a vasúti rakodóépületet az üzemen belül viszont meghagyták raktárnak.
Egykor futott egy iparvágány Rákos állomástól egészen Rákoscsaba megállóhelyig is, ahol volt egy vasúti rakodó is, ám ezt az idők során fokozatosan visszabontották az egykori Rákoskeresztúr megállóhelyig, pontosabban a megállóval szemben lévő Egyesült Vegyiművek telephelyéig.
Az állomás területén 1952. június 4-én egy hibás váltóállítás következtében súlyos baleset történt, ami 23 halálos áldozatot és 122 sebesültet követelt.
Az üzem 2013. december 31-i végleges bezárása után az iparvágány teljesen használaton kívülre került, amit a 80a vasútvonal Rákos–Hatvan „A” elágazás szakaszának 2018-ban megkezdett felújítása során 2019-ben vissza is bontottak. 2020-ban a Budapesti Fejlesztési Központ pályázatot írt ki Kőbánya felső és Rákosliget közötti harmadik vágány megtervezésére, amit Rákostól részben az egykori iparvágány nyomvonalán terveznek, és csatlakozna a Keleti pályaudvar–Kőbánya felső között megépülő új vágányhoz.
A 2020-as években indult számos vasútfejlesztési projekt keretében vizsgálták az állomás szerepének csökkentését, illetve (utasforgalmi szempontból) megszüntetését is.
A rengeteg iparvágány, valamint a két rendkívül forgalmas vasútvonal miatt Rákos állomás gyakorlatilag rendező pályaudvarként is funkcionál. Nevük, méretük és funkciójuk hasonlatossága miatt gyakorta tévesztik össze (vagy gondolják egynek) a Budapest XIV. kerületében található Rákosrendező vasútállomással.

## Megközelítés budapesti tömegközlekedéssel
A vasútállomás épülete mellett található közvetlenül a Rákos vasútállomás nevű buszmegálló, ahol több nappali és két éjszakai járat is megáll.
- Busz:  161, 161A, 162, 168E, 262
- Éjszakai autóbusz:  956, 990

## Forgalom
| Járat               | Útvonal | Gyakoriság                                                           |
| ------------------- | --- | -------------------------------------------------------------------- |
| S60                 | Budapest-Keleti – Kőbánya felső – Rákos – Rákoshegy – Rákoskert – Ecser – Maglód – Maglódi nyaraló – Gyömrő – Mende – Pusztaszentistván – Sülysáp (– Szőlősnyaraló – Tápiószecső – Szentmártonkáta – Nagykáta – Tápiószentmárton – Farmos – Tápiószele – Tápiógyörgye – Újszász – Zagyvarékas – Szolnok) | Kb. félóránként                                                      |
| G60                 | Budapest-Keleti – Kőbánya felső – Rákos – (Szolnok felé: Rákoshegy → Gyömrő → Mende; Budapest felé: Gyömrő ←) Sülysáp – Szőlősnyaraló – Tápiószecső – Szentmártonkáta – Nagykáta – Tápiószentmárton – Farmos – Tápiószele – Tápiógyörgye – Újszász – Zagyvarékas – Szolnok | Reggel Budapest felé 20–30 percenként, délután Szolnok felé óránként |
| Z60                 | Budapest-Keleti – Kőbánya felső – Rákos – Sülysáp – Szőlősnyaraló – Tápiószecső – Szentmártonkáta – Nagykáta – Tápiószentmárton – Farmos – Tápiószele – Tápiógyörgye – Újszász – Zagyvarékas – Szolnok | Óránként                                                             |
| S76                 | Rákos – Újpalota – Angyalföld – Újpest – Aquincum – (Óbuda) – Aranyvölgy – (Üröm) – Solymár – Szélhegy – Vörösvárbánya – Pilisvörösvár – Szabadságliget – Klotildliget – Piliscsaba | Munkanapokon félóránként, hétvégén óránként                          |
| S80                 | Budapest-Keleti – Kőbánya felső – Rákos – Akadémiaújtelep – Rákosliget – Rákoscsaba-Újtelep – Rákoscsaba – Pécel – Isaszeg – Gödöllő-Állami telepek – Gödöllő (– Máriabesnyő – Bag – Aszód – Hévízgyörk – Galgahévíz – Tura – Hatvan – napi 1 tovább Füzesabony felé) | Félóránként                                                          |
| személyvonat        | Gyöngyös → Gyöngyöshalász → Vámosgyörk → Hatvan → Tura → Aszód → Bag → Máriabesnyő → Gödöllő → Isaszeg → Pécel → Rákoscsaba → Rákoscsaba-Újtelep → Rákosliget → Akadémiaújtelep → Rákos → Kőbánya felső → Budapest-Keleti | Napi 1 Budapest felé                                                 |
| Agria InterRégió    | Budapest-Keleti – Gödöllő – Máriabesnyő – Bag – Aszód – Tura – Hatvan – Vámosgyörk – (Adács – Karácsond – Ludas – Nagyút –) Kál-Kápolna – Füzesabony – Maklár – (Andornaktálya →) Eger | Napi 1 Eger felé                                                     |
| Vitorlás InterRégió | Szolnok – Újszász – Nagykáta – Szentmártonkáta – Tápiószecső – Szőlősnyaraló – Sülysáp – Pusztaszentistván – Mende – Gyömrő – Maglódi nyaraló – Maglód – Ecser – Rákoskert – Rákoshegy – Rákos – Kőbánya felső – Ferencváros – Budapest-Kelenföld – Velence – Székesfehérvár – Balatonaliga – Szabadisóstó – Szabadifürdő – Siófok – Balatonszéplak felső – Balatonszéplak alsó – Zamárdi felső – Zamárdi – Szántód – Balatonföldvár – Balatonszemes – Balatonlelle – Balatonboglár – Fonyódliget – Fonyód | Nyári hétvégéken napi 1 pár                                          |